# A zűrzavar kora (könyv)
A zűrzavar kora Alan Greenspan 2007-ben megjelent könyve, mely közgazdaságtannal, pénzüggyel foglalkozik, a Fed történetéről és működéséről, gazdaságpolitikáról szól, életrajzát érintve. Habár az amerikai jelzáloghitel-válság jó előre meg volt írva az amerikai történelemben, a könyv a 2008-as gazdasági világválság hajnalán, 2007. szeptember 17-én született meg.
Az író Manhattan nyugati részén a Wall Streettel szemben, a Washington Heightsnél töltötte gyerekkorát. Apja 1935-ben írta a Közeleg a fellendülés! (Recovery Ahead!) című könyvét neki. Adam Smith, John Locke brit erkölcsfilozófus, Joseph Schumpeter hatottak leginkább a szerzőre. De Arthur Burns (az amerikai Országos Gazdaságkutatási Hivatal, az NBER kutatója) és Andy Rand is nagy hatással volt rá. Úgyszintén fontos neki John Maynard Keynes cambridge-i közgazdász A foglalkoztatás, a kamat, és a pénz általános elmélete című főműve, ami mint köztudott, Roosevelt New Deal programjának volt az alapja.
A Keynes típusú gazdasági modellek nem foglalkoztak az infláció és a munkanélküliség együttes hatásáról. A jelenséget később stagflációnak nevezték el. Visszatérve a NBER-re, ez a hivatal az, ahol a gazdasági recessziók első és a legutolsó napját megállapítják. A Fedről azt kell alapvetően tudni, hogy a Szövetségi Nyíltpiaci Bizottság a legfontosabb szerkezeti része.

## Közgazdász születik
A Federal Reserve közölt statisztikákon dolgozott eleinte a szerző. Volt egy cége is, a Townsend-Greenspan, melyet 1954-ben jegyzett be William Wallace Townsenddel. Ez a cég a textiliparral és a nehéziparral foglalkozott, ezért tudta az 1958-as gazdasági recessziót előre jelezni. Townsenddel együtt egy autóalkatrész-gyár vezetőjével volt alkalmuk előrejelezni változásokat: "a Chevroletek összeszerelésére vonatkozó következő félévi tervek nem pontosan úgy alakulnak majd, ahogy a General Motor bejelentette". Napjainkban a JIT elve érvényes, ami a "just-in-time" (épp időben) gyártást jelenti. Bill a Független Bankárok Egyesülete (Independent Bankers' Association) részére a kötvényértékesítésről írt könyvet. Vagyonát az 1929-es tőzsdei összeomlásban vesztette el, majd talpra állt. Részvény- és kötvénypiaci előrejelzéseket csinált statisztikák formájában. Több nagy intézetnek adataiból készítettek prognózisokat. Az Amerikai Vas- és Acélintézet havonta küldte el adatit, a Háborús Termelési Bizottság adatainak statisztikába való ültetéséhez az amerikai kormány hozzájárult.

## A szakmában
A Gazdasági Tanácsadók Testületének (CEAl) lett az elnöke. A JPMorgannél igazgatótanácsi tagsággal bírt, a Bowery Savingsnél igazgató lett. Elnöke lett az Üzleti Közgazdászok Országos Egyesületének (National Association of Business Economists).
Ahogy a könyvben tovább haladunk kronológia szerint veszi a szerző a gazdasági válságokat, történelmi fordulópontokat és az azokhoz kapcsolódó gazdasági felélénküléseket, illetve pénzügyi problémákat.
Az 1973-as arab olajembargó komoly kihívást jelentett a világnak. Az 1974-es recesszió volt az előzménye. "A közönséges recesszió az üzleti ciklusok természetes része: akkor következik be, amikor a készletek meghaladják a keresletet, és a cégek mindaddig csökkentik a termelést, amíg meg nem szabadulnak a fölösleges készleteiktől. Az 5-ös fokozatú viszont már azt jelenti, hogy maga a kereset omlik össze: a fogyasztók leállnak a vásárlással, a vállalkozások pedig a befektetéssel." 1975-ben a CEA vészhelyzetként kezelte a recessziót. Az Amerikai Egyesült Államok Kereskedelmi Minisztériumának része egy statisztikai hivatal, az úgynevezett Gazdasági Elemző Iroda (BEA, Bureau of Economic Analysis). Ez az BEA éppen nem volt használható, mert csak negyedévente adott ki statisztikákat. Így rákényszerültek, hogy hetente készítsenek statisztikákat a GNP-ről és így a gazdaság állapotáról. Ez működött.
A Fedben statisztikai elemzéseket készített, melynek során kamatlábakat kellett megállapítania. Barátja lett Arthur Burnsnek, ő is ezzel foglalkozott.

## Fekete hétfő
A FOMC (Federal Open Market Committee), magyarul a Szövetségi Nyíltpiaci Bizottság hét tagját a Fed Kormányzótanácsából, tizenkét tagját a regionális Federal Reserve bank elnökségéből delegálják. Alan Greenspan elnök lett a Fednél, a Fed Kormányzótanácsának pedig tagja.
1988-as fiskális évben 2 billió dollárra emelkedett az amerikai államadósság. 1988-hoz képest a Fed 1985 óta nem döntött kamatlábemelésről. A San Franciscó-i Fed-elnök jó eredményekről számolt be, teljes volt a foglalkoztatottság, emiatt elképzelhető volt hogy infláció léphet fel. Hasonlóan nyilatkozott Tom Melzer a St. Louis-i elnök. Gerry Corrigan, a New York-i Fed elnöke a kamatlábemelés mellett volt. A chicagói Fed-elnök is, név szerint Si Kehn. Bob Forrestal (az atlantai Fed-elnök) is gondolkodott a kamatlábemelésen. Sőt, szinte mindenki ezen a véleményen volt. "A hitelfelvétel megnehezítése révén az inflációs nyomás enyhítése érdekében szerettük volna lelassítani a gazdaságot". A spekulációs láz már eluralkodott a piacokon.
A részvények esni kezdtek, jött az alapkamatlábak emelése. A The New York Times komoly figyelmet fordított az eseményre, "A Wall Streeten meredeken emelkedik a nyugtalanság" -írták. Lassult a gazdasági növekedés, gyengült a dollár. Októberben már pánikról lehetett beszélni. 6%-kal, majd második héten 12%-kal esett a részvénypiac. Szeptemberétől számítva majdnem félbillió összegű értékpapír vált semmivé. "Októberi mészárlás a Wall Streeten". - lehetett olvasni az újságokban. A helyzet nem volt vészes az 1970-ben tetőző válsághoz képest. 1970-ben ehhez képest 200%-os volt a zuhanás. A nagy gazdasági világválságban pedig a piac 80%-os esést szenvedett el.
A Fed dolga ilyen válsághelyzetekben megakadályozni a piac lebénulását. A fekete hétfő, ami éppen lehetett volna fekete péntek is, de a gazdaság mindkét esetben szilárdan kitartott. A válság 1987 elejétől 1988 elejéig tartott.

## A kifürkészhetetlen jövő
Elméletileg a 2008-as gazdasági világválság előjeleit olvashatnánk a kifürkészhetetlen jövő fejezetben. "E könyv nyomdába kerüléséig (2007. június) nincs látható bizonyíték kimutatott termelékenységi növekedésre...". Az előbbi idézet egy jó példa. Itt nincs szó amerikai bankok csődjéről, válságkezelő adócsomagokról, amerikai gazdasági mentőcsomagok elutasításáról, majd annak újbóli megszavazásáról. Pár közelgő gazdasági problémáról nem vitás, esik szó. De a könyv felettébb optimista szellemben lett megírva. Még jó, hogy nem 2008 novemberében jött ki a nyomdából a könyv. 2030-ra vetíti elő prognózisait. A tendencia tovább növekszik, miszerint az amerikai GDP szellemi értékké változik át. Az amerikai GDP 175%-os lesz a 2006-os adatokhoz képest.

## Magyarul
- A zűrzavar kora. Kalandozások az új világban; ford. J. Füstös Erika, Csahók Mónika; HVG Könyvek, Bp., 2008
- A zűrzavar kora. Kalandozások az új világban; ford. J. Füstös Erika, Csahók Mónika; 2. bőv. kiad.; HVG Könyvek, Bp., 2009

## Külső hivatkozások
- Reigning Bull A The Age of Turbulence előzetese a The Monthly-ban, 2007. december